# Generazione degli anni trenta

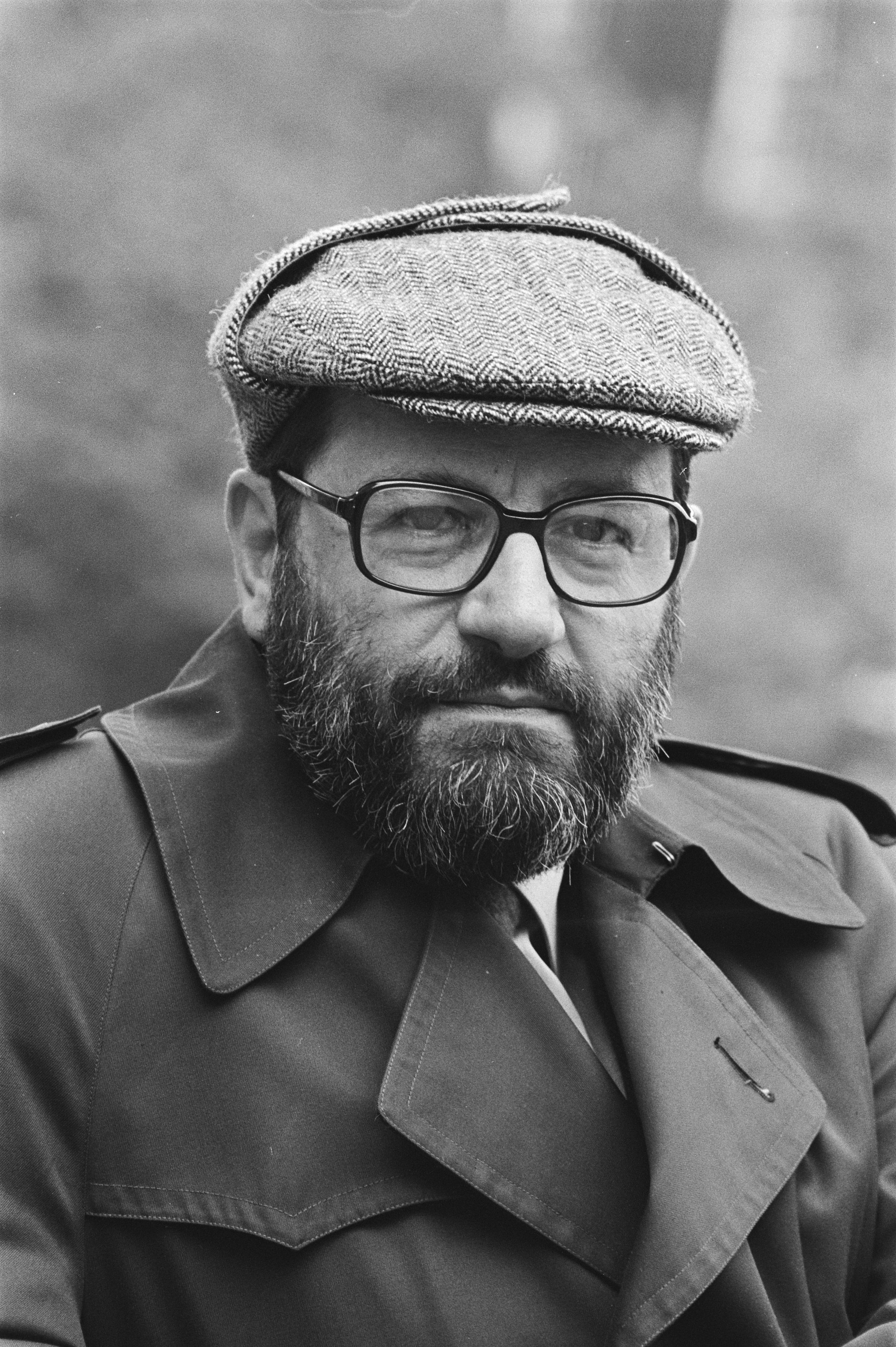
Umberto Eco, forse il più celebre esponente della "generazione degli anni Trenta"

Rientra sotto il nome di generazione degli anni Trenta un nutrito numero di autori italiani i quali, come suggerito dal nome stesso, hanno avuto i natali nel quarto decennio del XX secolo. 
Gran parte di essi ha iniziato l'attività letteraria negli anni antecedenti al 1968, ma spesso la notorietà presso il grande pubblico è sopraggiunta più tardi. Pur essendo caratterizzate da esperienze eterogenee, le carriere di tali autori hanno fatto sì che oggi essi vengano considerati appartenenti ad una generazione matura, a cui è peraltro connessa una cospicua produzione editoriale.

## La poesia
Nell'ambito della produzione poetica spiccano alcuni poeti milanesi, i quali si esprimono con nuove forme di confronto tra il linguaggio poetico e la relatività. Tra loro Giancarlo Majorino, Giovanni Raboni e Tiziano Rossi.
Altre esperienze poetiche si muovono verso direzioni diverse, ricollegandosi direttamente alla tradizione ermetica e ad atteggiamenti di misurato realismo. Ancora, altri poeti (tra gli altri, Edoardo Sanguineti) cercano e raggiungono sperimentazioni dei tipi più svariati, rimanendo, comunque, sempre legati alla matrice della neoavanguardia.
Infatti, ci sarà una diffusione sempre più grande, nelle più diverse aree regionali e linguistiche, della poesia dialettale, per lo più intesa come ricerca di linguaggi non consunti dalla comunicazione culturale corrente, ma come modo di contatto con un'autenticità originaria, lontana dalla volgarità e dalla degradazione della società di massa
.
Ricordiamo anche il nome di Amelia Rosselli, figlia dell'esule antifascista Carlo Rosselli, la cui poesia assolutamente singolare è espressione dei resti di un io a cui è impedito di manifestarsi fino in fondo e dei frammenti di una realtà con cui non è possibile nessuna conciliazione. Tra le sue più importanti raccolte si annoverano: la prima, Variazioni Belliche, del 1964, Serie Ospedaliera del 1969, e i testi di Documento (1966-1973), del 1976. Un'altra esperienza degna di nota in campo poetico è quella della sofferenza psicologica della poetessa Alda Merini.

## La narrativa
Nel campo della narrativa si colloca un folto numero autori, alcuni dei quali giunti alla letteratura dopo esperienze eterogenee, anche al di fuori della tradizionale carriera di scrittore. Oltre a Umberto Eco, vanno ricordati Gesualdo Bufalino, l'ispanista Carmelo Samonà, il latinista Luca Canali, Ferdinando Camon, Fulvio Tomizza, Franco Ferrucci, Giuseppe Pontiggia, Vincenzo Consolo, Emilio Tadini e Giampaolo Rugarli.
Tra le narratrici si possono citare Gina Lagorio, Francesca Sanvitale, Rosetta Loy, Francesca Duranti e Dacia Maraini, le quali hanno tutte trovato una loro misura personale, indulgendo talvolta a un eccesso di aura, a un troppo fragile e delicato equilibrio tra memoria e realtà, a una ricerca della pagina preziosa e ben fatta.